# Lucha Underground
Lucha Underground, inizialmente conosciuto come Lucha Uprising, è stata una serie televisiva statunitense prodotta da United Artists Media e basata sull'omonima federazione di wrestling con sede nella città di Boyle Heights (California).
La serie è andata in onda dal 29 ottobre 2014 al 7 novembre 2018 sull'emittente El Rey Network in lingua inglese, mentre in Italia è stata pubblicata da Netflix.

## Storia
Il 12 gennaio 2014 è stato annunciato che, con l'appoggio di Mark Burnett, la Asistencia Asesoría y Administración avrebbe mandato in onda un programma su El Rey Network durante la seconda metà dell'anno; il 5 ottobre 2014 Prince Puma è stato incoronato come primo Lucha Underground Champion. 
Al termine della quarta stagione, molti wrestler hanno intentato una causa legale a Lucha Underground per essere stati licenziati senza un chiaro motivo. 

## Caratteristiche
Il programma è unico nel suo genere in quanto mescola lo stile di lotta della lucha libre ad elementi tipici delle serie televisive, con segmenti pre-registrati che presentano colpi di scena e seguono le storylines dei wrestler.
Ogni finale di stagione assume i contorni di un vero e proprio evento speciale, chiamato Ultima Lucha, nel quale tutte le storylines giungono al termine e vengono posti i preparativi per la stagione successiva.

## Episodi
| Stagione         | Episodi | Prima TV  |
| ---------------- | ------- | --------- |
| Prima stagione   | 39      | 2014–2015 |
| Seconda stagione | 26      | 2015–2016 |
| Terza stagione   | 40      | 2016–2017 |
| Quarta stagione  | 22      | 2017–2018 |

## Ultimi campioni
| Titolo                                          | Campione/i                     | Vittoria      | Vittoria      |
| Titolo                                          | Campione/i                     | Data          | Città         |
| ----------------------------------------------- | ------------------------------ | ------------- | ------------- |
| Lucha Underground Championship                  | Jake Strong                    | 18 marzo 2018 | Boyle Heights |
| Lucha Underground Gift of the Gods Championship | Jake Strong                    | 17 marzo 2018 | Boyle Heights |
| Lucha Underground World Trios Championship      | Daga Jeremiah Snake Kobra Moon | 9 marzo 2018  | Boyle Heights |